# Rallye du Mexique 2016
Le Rallye du Mexique 2016 est le 3e rallye du Championnat du monde des rallyes 2016.

## Résultats

### Classement final
| Rang              | Pilote             | Copilote            | Numéro            | Voiture               | Écurie                      | Temps             | Écart             | Points            |
| Toutes catégories | Toutes catégories  | Toutes catégories   | Toutes catégories | Toutes catégories     | Toutes catégories           | Toutes catégories | Toutes catégories | Toutes catégories |
| ----------------- | ------------------ | ------------------- | ----------------- | --------------------- | --------------------------- | ----------------- | ----------------- | ----------------- |
| 1.                | Jari-Matti Latvala | Miikka Anttila      | 2                 | Volkswagen Polo R WRC | Volkswagen Motorsport       | 4 h 25 min 57 s 4 | --                | 272               |
| 2.                | Sébastien Ogier    | Julien Ingrassia    | 1                 | Volkswagen Polo R WRC | Volkswagen Motorsport       | 4 h 27 min 2 s 4  | +1 min 5 s 0      | 213               |
| 3.                | Mads Østberg       | Ola Fløene          | 5                 | Ford Fiesta RS WRC    | M-Sport WRT                 | 4 h 31 min 33 s 8 | +5 min 36 s 4     | 15                |
| 4.                | Dani Sordo         | Marc Marti          | 4                 | Hyundai i20 WRC       | Hyundai World Rally Team    | 4 h 31 min 35 s 3 | +5 min 37 s 9     | 12                |
| 5.                | Hayden Paddon      | John Kennard        | 20                | Hyundai i20 WRC       | Hyundai World Rally Team    | 4 h 32 min 20 s 0 | +6 min 22 s 6     | 111               |
| 6.                | Ott Tanak          | Raigo Molder        | 12                | Ford Fiesta RS WRC    | Dmack WRT                   | 4 h 35 min 56 s 9 | +9 min 59 s 5     | 8                 |
| 7.                | Martin Prokop      | Jan Tomanek         | 21                | Ford Fiesta RS WRC    | Jipocar Czech National Team | 4 h 38 min 55 s 9 | +12 min 58 s 5    | 6                 |
| 8.                | Lorenzo Bertelli   | Simone Scattolin    | 37                | Ford Fiesta RS WRC    | F.W.R.T.                    | 4 h 40 min 7 s 0  | +14 min 9 s 6     | 4                 |
| 9.                | Teemu Suninen      | Mikko Markkula (fi) | 32                | Škoda Fabia R5 (en)   | TGS Worldwide               | 4 h 43 min 59 s 2 | +18 min 1 s 8     | 2                 |
| 10.               | Valeriy Gorban     | Volodymyr Korsia    | 81                | Mini Cooper WRC       | Eurolamp World Rally Team   | 4 h 58 min 34 s 7 | +32 min 37 s 3    | 1                 |

3, 2, 1 : y compris les 3, 2 et 1 points attribués aux trois premiers de la spéciale télévisée (power stage).

### Spéciales chronométrées
| Étape             | Spéciale | Heure   | Nom                     | Distance | Vainqueur          | Temps         | Leader             |
| ----------------- | -------- | ------- | ----------------------- | -------- | ------------------ | ------------- | ------------------ |
| 1er jour (3 mars) | ES1      | 20 h 10 | Street stage Guanajuato | 1,09 km  | Thierry Neuville   | 59 s 1        | Thierry Neuville   |
| 1er jour (3 mars) | ES2      | 21 h 30 | Super Special 1         | 2,30 km  | Sébastien Ogier    | 1 min 38 s 9  | Sébastien Ogier    |
| 1er jour (3 mars) | ES3      | 21 h 35 | Super Special 2         | 2,30 km  | Sébastien Ogier    | 1 min 38 s 1  | Sébastien Ogier    |
| 2e jour (4 mars)  | ES4      | 09 h 18 | El Chocolate 1          | 54,21 km | Jari-Matti Latvala | 34 min 48 s 1 | Jari-Matti Latvala |
| 2e jour (4 mars)  | ES5      | 10 h 41 | Las Minas 1             | 15,36 km | Jari-Matti Latvala | 11 min 00 s 1 | Jari-Matti Latvala |
| 2e jour (4 mars)  | ES6      | 12 h 14 | Street Stage Leon 1     | 1,41 km  | Andreas Mikkelsen  | 1 min 19 s 0  | Jari-Matti Latvala |
| 2e jour (4 mars)  | ES7      | 14 h 27 | El Chocolate 2          | 54,21 km | Jari-Matti Latvala | 38 min 16 s 3 | Jari-Matti Latvala |
| 2e jour (4 mars)  | ES8      | 15 h 50 | Las Minas 2             | 15,36 km | Jari-Matti Latvala | 10 min 57 s 7 | Jari-Matti Latvala |
| 2e jour (4 mars)  | ES9      | 17 h 20 | Super Special 3         | 2,30 km  | Jari-Matti Latvala | 1 min 39 s 1  | Jari-Matti Latvala |
| 2e jour (4 mars)  | ES10     | 17 h 25 | Super Special 4         | 2,30 km  | Sébastien Ogier    | 1 min 38 s 1  | Jari-Matti Latvala |
| 3e jour (5 mars)  | ES11     | 08 h 53 | Ibarilla                | 30,38 km | Jari-Matti Latvala | 17 min 41 s 8 | Jari-Matti Latvala |
| 3e jour (5 mars)  | ES12     | 10 h 11 | Otates 1                | 42,62 km | Jari-Matti Latvala | 29 min 39 s 8 | Jari-Matti Latvala |
| 3e jour (5 mars)  | ES13     | 11 h 14 | El Brinco 1             | 7,15 km  | Jari-Matti Latvala | 4 min 00 s 5  | Jari-Matti Latvala |
| 3e jour (5 mars)  | ES14     | 14 h 08 | Agua Zarca              | 16,47 km | Jari-Matti Latvala | 10 min 07 s 6 | Jari-Matti Latvala |
| 3e jour (5 mars)  | ES15     | 15 h 36 | Otates 2                | 42,62 km | Jari-Matti Latvala | 29 min 17 s 8 | Jari-Matti Latvala |
| 3e jour (5 mars)  | ES16     | 16 h 39 | El Brinco 2             | 7,15 km  | Jari-Matti Latvala | 3 min 57 s 3  | Jari-Matti Latvala |
| 3e jour (5 mars)  | ES17     | 17 h 34 | Super Special 5         | 2,30 km  | Dani Sordo         | 1 min 39 s 2  | Jari-Matti Latvala |
| 3e jour (5 mars)  | ES18     | 17 h 39 | Super Special 6         | 2,30 km  | Sébastien Ogier    | 1 min 38 s 1  | Jari-Matti Latvala |
| 3e jour (5 mars)  | ES19     | 20 h 35 | Street Stage Leon 2     | 1,41 km  | Sébastien Ogier    | 1 min 18 s 6  | Jari-Matti Latvala |
| 4e jour (6 mars)  | ES20     | 08 h 03 | Guanajuato              | 80,00 km | Sébastien Ogier    | 48 min 06 s 8 | Jari-Matti Latvala |
| 4e jour (6 mars)  | ES21*    | 12 h 08 | Agua Zarca Power Stage  | 16,47 km | Sébastien Ogier    | 9 min 57 s 1  | Jari-Matti Latvala |

* : spéciale télévisée attribuant des points aux trois premiers pilotes

## Classements au championnat après l'épreuve

### Classement des pilotes
Selon le système de points en vigueur, les 10 premiers équipages remportent des points, 25 points pour le premier, puis 18, 15, 12, 10, 8, 6, 4, 2 et 1.
| Pos. | Pilotes            | MON | SUE | MEX | ARG | POR | ITA | POL | FIN | GER | CHN | FRA | ESP | GBR | AUS | Points |
| ---- | ------------------ | --- | --- | --- | --- | --- | --- | --- | --- | --- | --- | --- | --- | --- | --- | ------ |
| 1    | Sébastien Ogier    | 253 | 253 | 183 |     |     |     |     |     |     |     |     |     |     |     | 77     |
| 2    | Mads Østberg       | 12  | 15  | 15  |     |     |     |     |     |     |     |     |     |     |     | 42     |
| 3    | Andreas Mikkelsen  | 181 | 122 | Ab. |     |     |     |     |     |     |     |     |     |     |     | 33     |
| 4    | Dani Sordo         | 82  | 8   | 12  |     |     |     |     |     |     |     |     |     |     |     | 30     |
| 5    | Hayden Paddon      | 0   | 18  | 101 |     |     |     |     |     |     |     |     |     |     |     | 29     |
| 6    | Jari-Matti Latvala | Ab. | 0   | 252 |     |     |     |     |     |     |     |     |     |     |     | 27     |
| 7    | Ott Tänak          | 6   | 10  | 8   |     |     |     |     |     |     |     |     |     |     |     | 24     |
| 8    | Thierry Neuville   | 15  | 0   | Ab. |     |     |     |     |     |     |     |     |     |     |     | 15     |
| 9    | Stéphane Lefebvre  | 10  | -   | -   |     |     |     |     |     |     |     |     |     |     |     | 10     |
| 10   | Elfyn Evans        | 4   | 2   | -   |     |     |     |     |     |     |     |     |     |     |     | 6      |
| -    | Henning Solberg    | -   | 6   | -   |     |     |     |     |     |     |     |     |     |     |     | 6      |
| -    | Martin Prokop      | -   | -   | 6   |     |     |     |     |     |     |     |     |     |     |     | 6      |
| 13   | Craig Breen        | -   | 4   | -   |     |     |     |     |     |     |     |     |     |     |     | 4      |
| 14   | Lorenzo Bertelli   | Ab. | -   | 4   |     |     |     |     |     |     |     |     |     |     |     | 4      |
| 15   | Teemu Suninen      | -   | 1   | 2   |     |     |     |     |     |     |     |     |     |     |     | 3      |
| 16   | Esapekka Lappi     | 2   | 0   | -   |     |     |     |     |     |     |     |     |     |     |     | 2      |
| 17   | Armin Kremer       | 1   | -   | -   |     |     |     |     |     |     |     |     |     |     |     | 1      |
| -    | Kris Meeke         | Ab. | 01  | -   |     |     |     |     |     |     |     |     |     |     |     | 1      |
| -    | Valeriy Gorban     | -   | -   | 1   |     |     |     |     |     |     |     |     |     |     |     | 1      |
| 20   | Eric Camilli       | Ab. | Ab. | -   |     |     |     |     |     |     |     |     |     |     |     | 0      |
| -    | Robert Kubica      | Ab. | -   | -   |     |     |     |     |     |     |     |     |     |     |     | 0      |

| Couleur | Résultat                                                         |
| ------- | ---------------------------------------------------------------- |
| Or      | Vainqueur                                                        |
| Argent  | 2e place                                                         |
| Bronze  | 3e place                                                         |
| Vert    | Classé, dans les points                                          |
| Bleu    | Classé, hors des points Non classé (Nc.)                         |
| Mauve   | Abandon (Ab.) Retrait (Re.)                                      |
| Noir    | Disqualifié (Dq.)                                                |
| Blanc   | N'a pas pris le départ (Np.) Forfait (Forf.) Épreuve annulée (A) |
| Aucune  | N'a pas participé (-)                                            |

### Classement des constructeurs
Les points sont accordés aux 10 premiers classés.
| Position | 1er | 2e | 3e | 4e | 5e | 6e | 7e | 8e | 9e | 10e |
| Points   | 25  | 18 | 15 | 12 | 10 | 8  | 6  | 4  | 2  | 1   |

| Pos. | Constructeurs               | No. | MON | SUE | MEX | ARG | POR | ITA | POL | FIN | GER | CHN | FRA | ESP | GBR | AUS | Points |
| ---- | --------------------------- | --- | --- | --- | --- | --- | --- | --- | --- | --- | --- | --- | --- | --- | --- | --- | ------ |
| 1    | Volkswagen Motorsport       | 1   | 25  | 25  | 18  |     |     |     |     |     |     |     |     |     |     |     | 97     |
| 1    | Volkswagen Motorsport       | 2   | Ab. | 4   | 25  |     |     |     |     |     |     |     |     |     |     |     | 97     |
| 2    | Hyundai World Rally Team    | 3   | 15  | 6   | Ab. |     |     |     |     |     |     |     |     |     |     |     | 61     |
| 2    | Hyundai World Rally Team    | 4   | 10  | 18  | 12  |     |     |     |     |     |     |     |     |     |     |     | 61     |
| 3    | M-Sport                     | 5   | 12  | 15  | 15  |     |     |     |     |     |     |     |     |     |     |     | 46     |
| 3    | M-Sport                     | 6   | Ab. | Ab. | 4   |     |     |     |     |     |     |     |     |     |     |     | 46     |
| 3    | Volkswagen Motorsport II    | 9   | 18  | 12  | Ab. |     |     |     |     |     |     |     |     |     |     |     | 30     |
| 5    | DMACK World Rally Team      | 12  | 8   | 10  | 8   |     |     |     |     |     |     |     |     |     |     |     | 26     |
| 6    | Hyundai Motorsport N        | 10  | 6   | 8   | 10  |     |     |     |     |     |     |     |     |     |     |     | 24     |
| 7    | Jipocar Czech National Team | 21  | Ab. | Ab. | 6   |     |     |     |     |     |     |     |     |     |     |     | 6      |
| 7    | F.W.R.T. Srl                | 37  | Ab. | Ab. | 4   |     |     |     |     |     |     |     |     |     |     |     | 4      |
| 9    | YAZEED RACING               | 30  | Ab. | 0   | Ab. |     |     |     |     |     |     |     |     |     |     |     | 0      |